# Pallacanestro alla XII Universiade
Il torneo di pallacanestro della XII Universiade si è svolto a Edmonton, Canada, nel 1983.

## Podi

### Uomini
| Evento                            | Oro | Argento    | Bronzo |
| Pallacanestro maschile (dettagli) | Canada Kelly Dukeshire John Hatch Gordon Herbert Gerald Kazanowski Howie Kelsey Dan Meagher Eli Pasquale Tony Simms Karl Tilleman Jay Triano Bill Wennington Greg Wiltjer All.: Jack Donohue | Jugoslavia | Stati Uniti Charles Barkley Greg Cavener Johnny Dawkins Devin Durrant Andre Goode Jay Humphries Karl Malone Ed Pinckney Malcolm Thomas Bernard Thompson Eric Turner Kevin Willis All.: Norm Stewart |

### Donne
| Evento                             | Oro | Argento | Bronzo |
| Pallacanestro femminile (dettagli) | Stati Uniti Cathy Boswell Shelia Collins Lea Henry Trudi Lacey Monica Lamb Deborah Lee Carol Menken Mary Ostrowski Lori Scott Annette Smith Tresa Spaulding Joyce Walker All.: Jill Hutchinson | Romania | Jugoslavia Snežana Božinović Olivera Čangalović Cvetana Dekleva Polona Dornik Slađana Golić Jelica Komnenović Olivera Krivokapić Biljana Majstorović Jasmina Perazić Slavica Šuka Marija Uzelac Stojna Vangelovska All.: Milan Vasojević |

## Medagliere
| Posizione | Paese       |   |   |   | Totale |
| --------- | ----------- | - | - | - | ------ |
| 1         | Stati Uniti | 1 | 0 | 1 | 2      |
| 2         | Canada      | 1 | 0 | 0 | 1      |
| 3         | Jugoslavia  | 0 | 1 | 1 | 1      |
| 4         | Romania     | 0 | 1 | 0 | 1      |
| Totale    | Totale      | 2 | 2 | 2 | 6      |